# Radulfus Ardens
Radulfus Ardens (Beaulieu, 1140 – 1200) è stato un teologo francese della Scolastica.
Influenzato principalmente da Gilberto di Poitiers, la sua opera più nota, lo Speculum universale, è la più completa e indipendente etica delle virtù del XII secolo.

## Biografia
Nel manoscritto più antico noto, "Magister Radulfus" è nominato come autore dello Speculum universale.
Di famiglia nobile, l'appellativo "Ardens" compare per la prima volta nei manoscritti della fine del XIV e del XV secolo e viene solitamente attribuito alla sua predicazione appassionata e fervorosa.
Le notizie biografiche sono scarse. Le informazioni che compaiono nella letteratura e nelle enciclopedie, secondo cui sarebbe nato a Beaulieu-sous-Bressuire, vicino a Poitiers, non possono essere provate con certezza, così come quelle secondo cui sarebbe stato cappellano del re Riccardo I Cuor di Leone, arcidiacono a Poitiers e infine maestro d'arte a Parigi .
Anche la data della sua morte non è chiara. Un manoscritto riporta il 12 settembre, ma è discusso se l'anno della morte possa essere datato al 1200. D'altra parte, si può dedurre da diversi passaggi dello Speculum universale (ad esempio i libri VII e VIII) che Radulfus Ardens (come Nicola d'Amiens, Alano di Lilla, Simone di Tournai e altri) fu influenzato dal pensiero di Gilberto di Poitiers.

## Speculum universale
L'opera principale di Radulfus Ardens, lo Speculum universale, è una presentazione completa dell'etica teologica del XII secolo. L'opera inizia con una dottrina generale della virtù (Libri I-V), in cui vengono sviluppati i concetti etici fondamentali e vengono analizzati i processi di sviluppo delle virtù e dei vizi. Nella teoria particolare della virtù (libri VII-XIV), le singole virtù e i vizi corrispondenti sono sviluppati sistematicamente sulla base delle diverse facoltà dell'anima.
Radulfus organizza tutti gli argomenti importanti della dottrina dogmatica della fede nella struttura di base della dottrina della virtù: la dottrina del peccato originale nel Libro I; la soteriologia e la dottrina della grazia nel Libro II; la demonologia e l'angelologia nei Libri III e IV; la dottrina di Dio e della Trinità nel Libro VII; la cristologia; la dottrina dei sacramenti e l'escatologia nel Libro VIII. Ne risultò un'esposizione teologica complessiva della fede cristiana che, in contrasto con le summae della storia della salvezza del tempo, non fu orientata alla presentazione dei contenuti della fede, ma alla sistematica dell'etica e della dottrina della virtù. Radulfus Ardens concepì quindi la teologia soprattutto come una scienza pratica piuttosto che teorica. Per lui non si trattò in primo luogo dello sviluppo speculativo dei contenuti della fede; piuttosto, i contenuti della fede erano compresi fin dall'inizio nella loro relazione con il comportamento etico dell'uomo.

### Sviluppo dei vizi e delle virtù
Radulfus Ardens introdusse un'innovativa analisi approfondita del processo con cui nascono le virtù e i vizi. Partendo dai pensieri, si elabora l'affettività, che infine si condensa nella volontà con l'assenso (consenso). Alla volontà interiore seguono le azioni esteriori, che possono infine svilupparsi in virtù e vizi mediante l'abitudine. Radulfus Ardens tematizza anche le condizioni esterne che possono favorire lo sviluppo delle virtù e dei vizi, come l'inclinazione personale del carattere, le influenze dell'ambiente di vita e dell'educazione, le relazioni sociali e il benessere piuttosto che le difficoltà economiche.

### La dottrina dell'anima come base per la divisione delle virtù
A differenza delle raccolte e dei trattati di etica delle virtù che lo avevano preceduto nel XII secolo, Radulfus Ardens fu il primo a non adottare semplicemente gli schemi di Macrobio o di Cicerone per la classificazione delle virtù e dei vizi, ma a derivare la loro categorizzazione dalle varie potenze dell'anima secondo una visione altamente differenziata di quest'ultima. In altre parole, non si limitò ad adottare pedissequamente la categorizzazione delle virtù e dei loro sottotipi propria della filosofia antica, ma si pose delle domande sulle virtù e della loro classificazione. Radulfus Ardens si preoccupò di giustificare la completezza delle singole virtù citate. Allo stesso tempo, orientandosi sulle diverse potenze e facoltà dell'anima, prevenne a una nuova classificazione delle virtù, del tutto indipendente e unica, secondo il quale lo schema delle virtù cardinali e l'interrelazione delle tre virtù teologali della fede, della speranza e della carità sono solo di secondaria importanza. Furono inclusi anche l'influsso di modelli di comportamento buoni o cattivi e una particolareggiata dottrina degli angeli e dei demoni, che contenne molte osservazioni psicologiche.

### Virtù complementari
La dottrina delle virtutes collaterales (virtù collaterali, complementari) può essere letta all'interno dello Speculum universale, come una trattazione sistematica unica nella storia della teologia. Basandosi sulla definizione aristotelica di virtù come medietà tra due vizi (mēsotes greca; in medio stat virtus latina), l'idea delle virtù complementari è che nel mezzo dei due vizi non vi sia una sola virtù, ma che due virtù complementari formino questo giusto mezzo. L'essenza delle virtù complementari è che si moderano a vicenda e impediscono di scivolare in uno degli altri due estremi del troppo o del troppo poco, corrispondentiun vizio. Ad esempio, la sincerità (simplicitas) modera la prudenza (prudentia) e le impedisce di diventare astuzia e furbizia (versutia). E viceversa, la prudenza modera la simplicitas e impedisce che diventi stoltezza (stultitia). Tuttavia, l'idea delle virtù complementari Radulfus Ardens appartiene a tutti gli effetti alla sua teoria sistematica delle virtù.

## Altre opere
Oltre allo Speculum universale, sono attribuiti a Radulfus Ardens anche 202 sermoni, suddivisi in tre cicli liturgici. Si tratta della più completa raccolta di sermoni del XII secolo che non sia stata scritta da monaci. È vero che tutti i manoscritti superstiti sono anonimi o erroneamente attribuiti a Ralph Acton o Atton, un chierico o predicatore inglese del XIV secolo. Tuttavia, il prologo nomina anche un Radulfus come autore. Il fatto che si tratti effettivamente di Radulfus Ardens può essere stabilito non solo dalle somiglianze concettuali tra le due opere, ma anche dalle citazioni autografe letterali dei sermoni nello Speculum universale e, viceversa, dello Speculum nei sermoni. Inoltre, dai manoscritti pervenuti risulta che Radulfus Ardens debba essere anche l'autore di una serie di lettere (liber epistolarum), che però non sono ancora state ritrovate. Al contrario, la Historia sui temporis, belli Godefridi de Bouillon in Saracenos -all'apparenza una storia della Prima crociata - non è autentica, contrariamente a quanto sostenuto in precedenza.

## Edizioni
- Radulfi Ardentis Speculum universale, libri I-V, ed.: Claudia Heimann/Stephan Ernst (CCCM 241), Turnhout 2011.
- Radulfi Ardentis Speculum universale, libri VII-X, ed. Claudia Heimann/Stephan Ernst (CCCM 241A), Turnhout 2020.
  - Übers.: Radulfus Ardens, Wie entstehen Tugenden und Laster? latino/tedesco, hg., traduzione e prefazione di Stephan Ernst (HBPhMA 41), Freiburg/Basel/Wien 2017.
- Radulfus Ardens, Homiliae in epistolas et evangelia sanctorum et de tempore, ed.: J.-P. Migne (Patrologia latina, Nr. 155), Paris 1880, Sp. 1299–2118.